# Juninho do Pneu
Rogério Teixeira Júnior, mais conhecido como Juninho do Pneu (Nova Iguaçu, 23 de outubro de 1976), é um empresário e político brasileiro, filiado ao Republicanos. Foi secretário estadual de transportes do Rio de Janeiro. Atualmente é deputado federal pelo estado do Rio de Janeiro.

## Carreira Política
Foi eleito vereador em Nova Iguaçu pela primeira vez em 2012, sendo reeleito para o cargo nas eleições municipais de 2016. Em 2018, se elege deputado federal pelo DEM nas eleições gerais de 2018 ao obter mais de 45 mil votos. Na Câmara, participou da Comissão de Viação e Transportes e da Comissão de Fiscalização Financeira e Controle.
Nas eleições municipais de 2020, foi candidato a vice-prefeito de Nova Iguaçu na chapa do prefeito vigente Rogério Lisboa, do PP, que concorria à reeleição. A chapa foi eleita em 15 de novembro do mesmo ano com 62,10% dos votos válidos. Contudo, um decreto municipal autorizou que Juninho adiasse sua posse no cargo de vice-prefeito para 31 de dezembro de 2022 para que continuasse seu mandato na Câmara dos Deputados.
Foi selecionado como secretário de Transportes na gestão de Cláudio Castro, assim se licenciando do cargo de deputado federal. Sua gestão na pasta foi marcada pela crise das paralisações dos trens da SuperVia. Foi exonerado em 24 de novembro de 2021 e reassumiu seu mandato na Câmara dos Deputados.